# 7035 Gomi
7035 Gomi (1995 BD3) là một tiểu hành tinh vành đai chính được phát hiện ngày 28 tháng 1 năm 1995 bởi K. Endate và K. Watanabe ở Kitami.